# Slag bij Chrysopolis
De Slag bij Chrysopolis vond plaats op 18 september 324 in de buurt van Chalcedon in Bithynië tussen Constantijn en Licinius. Licinius werd verslagen en Constantijn werd alleenheerser van het Romeinse Rijk.

## Achtergrond
Na de nederlaag tegen Constantijn op het slagveld bij Adrianopel, vluchtte Licinius eerst naar Byzantium en vandaar naar Chalcedon. Hij liet een deel van zijn leger achter onder commando van Martinianus om de opmars van Constantijn te stuiten. Intussen trachtte Licinius zijn leger te versterken. Deze opzet mislukte, want op 18 september leed hij bij Chrysopolis opnieuw een nederlaag. Na afloop van de slag werd Licinius gevangengenomen. Hij kreeg van Constantijn, die ook zijn zwager was, toestemming zich te vestigen in Thessalonica als ambteloos burger. Toch werd hij enkele maanden later op bevel van Constantijn vermoord.